# نشان ملی پرتغال
نشان ملی پرتغال جایگزین نشان پادشاهی پرتغال شده ولی از آن تأثیر پذیرفته و قسمت میانی آن درست مثل قبلی است و تنها تاج سلطنتی و دو اژدها محافظ حذف و حلقه دار جایگزین آن شده است. پنج قسمت آبی از نشان آلفونسو اول در جنگ با مسلمین نشات می‌گیرد و پنج بزانت درون آن نمایانگر ۵ زخم عیسی مسیح است. هفت قلعه کناری نشان هفت قلعه‌ای است که با فتح آن تمام پرتغال از دست مسلمین خارج شد و حلقه دار هم نشان سرزمین‌هایی است که توسط دریانوردان پرتغالی کشف شده است.

## نگارخانه

نشان رسمی آلفونسو اول در جنگ با مسلمین
نشان رسمی پادشاهی پرتغال
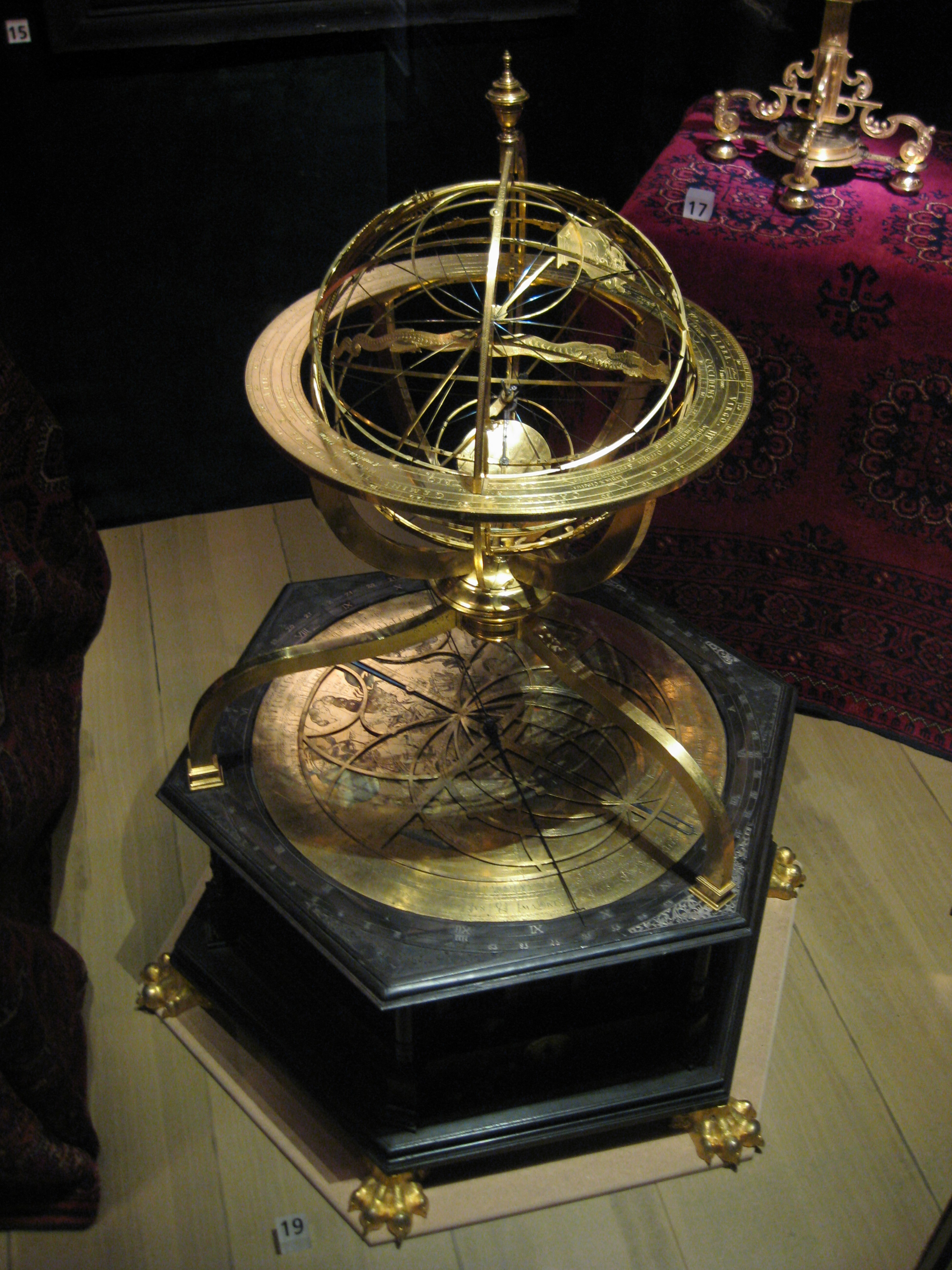
حلقه دار